# Berlin-Totale: Der letzte O-Bus
Berlin-Totale: Der letzte O-Bus ist ein Dokumentarfilm der Staatlichen Filmdokumentation beim Staatlichen Filmarchiv der DDR von Dieter Harms aus dem Jahr 1973.

## Handlung
Am 31. Januar 1973 wurde in Ost-Berlin der O-Busverkehr eingestellt. In diesem Zusammenhang gab der Genosse Redlich vom Magistrat von Groß-Berlin dem Redakteur dieses Films ein Interview. 
Er beginnt mit einem Rückblick, in dem er erwähnt, dass das O-Bus-Streckennetz in Ostberlin am 1. Juli 1972 noch eine Länge von 41 Kilometern hatte. Der Anteil an der Beförderungsleistung des VEB Kombinat Berliner Verkehrsbetriebe (BVB) betrug 5 Prozent. Daraus war bereits ersichtlich, dass das Betreiben der O-Busse in der Personenbeförderung der Stadt eine untergeordnete Rolle spielte. Hinzu kam die Überalterung des Fahrzeugbestandes der Typen LOWA und Škoda und die fehlenden Instandsetzungskapazitäten sowie weitere Nachteile gegenüber dem normalen Omnibusbetrieb. Außerdem entsprach der technische Zustand der eingesetzten Fahrzeuge nicht mehr den Erfordernissen des modernen Nahverkehrs. Die Möglichkeit einer Beschaffung solcher Fahrzeuge bestand zu dieser Zeit nicht. Gegen einen Weiterbetrieb der O-Busse, sprach auch die vorgesehene Umgestaltung der Ost-Berliner Straßen im Rahmen der Neugestaltung verschiedener Wohngebiete und die damit verbundene veränderte Verkehrsführung, obwohl die Vorteile im Sinne des Umweltschutzes nicht angezweifelt wurden. 
Die nun folgenden Aufnahmen des Films werden ohne Ton gezeigt und folgten einer der Fahrten auf der Linie 37 mit der Streckenführung vom Bahnhof Berlin-Lichtenberg – Rosenfelder Straße – Alt-Friedrichsfelde – Alt-Biesdorf – S-Bahnhof Biesdorf – Oberfeldstraße – Geißenweide – Alt-Marzahn – Berliner Chaussee – Bürknersfelde – Landsberger Chaussee – S-Bahnhof Leninallee bis zur Dimitroffstraße.
Es begann mit den Vorbereitungen des Fahrers auf den Einsatz auf dem Betriebshof Lichtenberg, wozu ein Rundgang um den Bus, eine Überprüfung aller Funktionen, sowie ein dazugehöriges Protokoll gehörten. Bevor er den Bushof in Richtung Bahnhof Lichtenberg verlassen konnte, musste er aber noch die Stromabnehmer auf die Leitungen der Fahrspur umlegen. Nun fuhr der O-Bus mit einem Anhänger zum Bahnhof Lichtenberg, um seine ersten Fahrgäste aufzunehmen. Im weiteren Verlauf des Films wurde der Fahrer bei seinen verschiedenen Tätigkeiten beobachtet, mehrere Fahrgastwechsel an den Haltestellen und das Verhalten der Fahrgäste im Bus gefilmt, aber auch mehrere der befahrenen Straßenabschnitte gezeigt. Besondere Aufmerksamkeit erhielt die Zahlbox zum Erwerb der Fahrscheine, die den Betrieb ohne zusätzlichen Schaffner ermöglichte. Natürlich fehlte hierbei nicht ein Blick auf den Hinweis, dass Fahrgäste ohne gültigen Fahrschein, 5 MDN Nachlösegebühr zu zahlen haben. Mit dem Abstellen des O-Busses zum Betriebsschluss auf dem Betriebshof, endet der Film.

## Produktion und Veröffentlichung
Dieser Film wurde durch die Staatliche Filmdokumentation am Filmarchiv der DDR mit dem Reihentitel Berlin-Totale. Ein Filmdokument der Staatlichen Filmdokumentation IV. Verkehr und Verkehrsmittel 4. Bus. a. Der letzte O-Bus gedreht. Er war schwarzweiß im 16-mm-Format und  nicht für eine öffentliche Aufführung vorgesehen.
2022 wurde er (wahrscheinlich erstmals) im Zeughauskino Berlin gezeigt, nachdem einige Jahre vorher  die Filmrollen dieser Reihen wiederentdeckt worden waren.